# Johan Sjögren i Lund
För andra betydelser, se Johan Sjögren (olika betydelser)
Johan Magnus Sjögren (i riksdagen kallad Sjögren i Lund), född den 24 september 1826 i Hyby i Malmöhus län, död den 6 oktober 1916 i Lund, var en svensk tjänsteman, kommunal- och landstingsman samt riksdagsman.
Sjögren avlade studentexamen 1844 och blev filosofie magister 1853. Han var konsistorienotarie i Lund 1884–1903. Vid sidan av detta hade Sjögren politiska förtroendeuppdrag på alla nivåer. Han var ledamot av Lunds stadsfullmäktige 1867–1886 och var dess vice ordförande från 1869 samt ordförande från 1878. Vidare var han ledamot av landstinget 1870–1895 och slutligen ledamot av riksdagens andra kammare 1890, invald i Lunds valkrets. Sjögren är begravd på Östra kyrkogården i Lund.